# Футажный номер

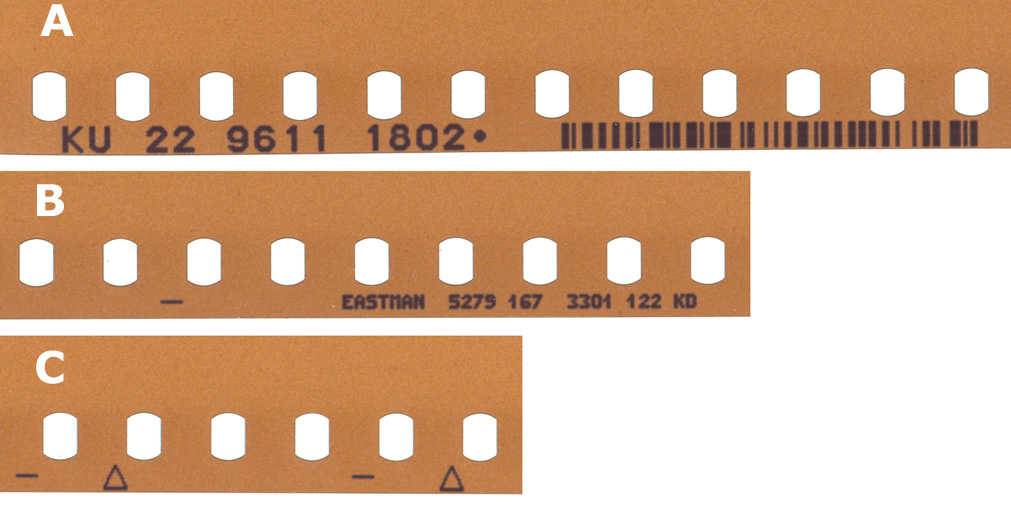
Футажные номера и штрихкод на неэкспонированной проявленной 35-мм киноплёнке. Все три фрагмента представляют разные части кодировки одной киноплёнки: сверху отображается футажный номер (с точкой в конце, обозначающей «нулевой кадр»), а также соответствующий ему штрихкод; в центре показан идентификатор типа киноплёнки, впечатываемый мелким шрифтом между футажными номерами, а внизу — межкадровые отметки

Фута́жный но́мер, фута́ж — часть световой маркировки некоторых сортов киноплёнки: специальные цифровые или буквенно-цифровые символы, которые впечатываются на краю перфорации и проявляются вместе с отснятым изображением. Номера располагаются по всей длине киноплёнки на расстоянии одного фута друг от друга, благодаря чему и получили своё название. Цифровое значение номера непрерывно возрастает с шагом в единицу, а его разрядность подбирается с таким расчётом, чтобы каждый футажный номер был уникален. Такая маркировка используется только на негативных киноплёнках и плёнках, предназначенных для оптической звукозаписи. Сочетания символов не повторяются ни в пределах одной партии киноплёнки, ни в её различных сортах, ни у разных производителей.
В современном телевизионном и кинопроизводстве слово «футаж» часто используется, как транслитерация англ. footage, и обозначает несмонтированный исходный кино- или видеоматериал.

## Назначение

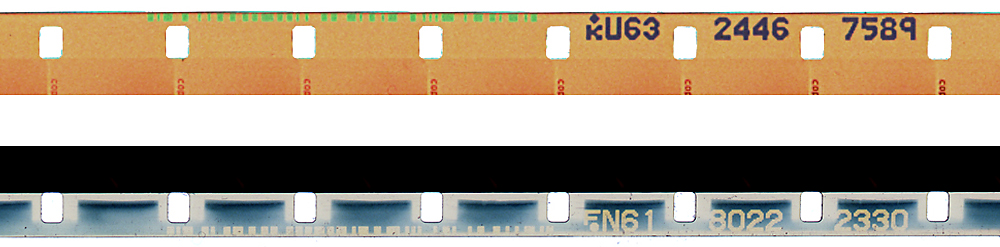
Эти изображения показывают футаж 16 миллиметровой Eastman Kodak (сверху) и Fujifilm MR-code (снизу). Плёнка Fuji была отсканирована лицевой стороной, но номер находится на обратной стороне. Точно также на плёнках напечатана информация производителя, которая повторяется каждые 80 кадров на 16 мм плёнке. Обратите внимание, что точка, обозначающая «нулевой кадр», помещена над первым символом из-за небольшого свободного пространства. И штрихкод, и строка из цифр и букв относятся к этому нулевому кадру

Футажные номера используются при монтаже кинофильмов, поскольку оригинальный негатив может быть разрезан и смонтирован только после окончательного монтажа рабочего позитива. При печати футажные номера пропечатываются кинокопировальным аппаратом на краю рабочего позитива, а оригинал отправляется на хранение. Для предотвращения наложения изображения футажных номеров на собственную маркировку позитивной киноплёнки, они всегда располагаются с противоположной стороны от общепринятой для других видов световых отметок. После окончания монтажа позитива и его утверждения, монтажёр получает негатив со склада и монтирует его в точном соответствии с футажными номерами, пропечатанными на позитиве и внесёнными в монтажную карточку. Негатив фонограммы монтируется таким же образом по футажным номерам рабочего позитива фонограммы. 
Такая технология обеспечивает наилучшую сохранность оригинального негатива, соприкасающегося с лентопротяжными трактами кинокопировальной аппаратуры и монтажных столов по минимуму.
На советских негативных 35-мм киноплёнках, а также на киноплёнках для оптической звукозаписи печатались цифровые семизначные футажные номера с шагом в 64 перфорации. По ГОСТ 26569—85 на негативных плёнках шириной 70-мм интервал между футажными номерами составлял 70 перфораций, а на 16-мм — 40. Обращаемые киноплёнки профессиональных серий (ОЧ-Т-180, ЦО-Т-90ЛМ) также снабжались футажными номерами через каждые 40 перфораций. На некоторых сортах вместо футажных печатались метражные номера. Каждый следующий номер отличался от предыдущего на единицу, обеспечивая точную идентификацию любого кадрика исходного негатива. Номера оставались уникальными для любых типов и партий киноплёнки в пределах всей отрасли.

## Система Kodak Keykode
В 1990 году компания Eastman Kodak усовершенствовала футажные номера, добавив кроме читаемых глазом символов штриховые коды «Kodak Keykode» (в некоторых источниках Keycode), считываемые ридерами монтажных столов и другой аппаратуры. В настоящее время такая маркировка общепринята и используется всеми производителями киноплёнки. Символы кода повторяются каждые 30,48 сантиметра (16 кадров или 1 фут) на 35-мм киноплёнке и каждые 15,24 см (20 кадров) на 16-мм. На широкоформатной негативной 65-мм киноплёнке интервал между футажными номерами составляет 120 перфораций. 
Стандартная маркировка состоит из трёх групп буквенно-цифровых символов, первая из которых обозначает производителя киноплёнки и её тип, вторая — номер эмульсии и рулона, а третья является собственно футажным номером из четырёх цифр. При считывании штрихового кода отображаются те же цифры и буквы. Вторая и третья группы цифр маркировки имеют возрастающую нумерацию с шагом в единицу. Кадрик, расположенный напротив точки, пропечатанной после футажного номера, считается «нулевым» и служит для отсчёта всех остальных кадров, расположенных между соседними номерами. Кадры, следующие за «нулевым», обозначаются по своему отступу от него в количестве кадров, которое добавляется со знаком «+» к футажному номеру. Например, код KU 22 9611 1802+02 обозначает второй кадр после «нулевого», расположенного напротив точки кода KU 22 9611 1802. Поскольку футажные номера уникальны, каждый кадрик любого фильма может быть однозначно идентифицирован таким образом. В случаях, когда место киноплёнки необходимо определить с точностью до одной перфорации, к коду добавляют ещё одну цифру через точку. Такое уточнение чаще всего требуется в случае нестандартного шага кадра, например в версии формата «Супер-35» с шагом в 3 перфорации. 
Штриховые футажные номера считываются современными монтажными столами или сканерами киноплёнки и могут заноситься в базу данных, используемую для поиска нужного ролика негатива на складе или при цифровом нелинейном монтаже. Кроме того, цифровой код используется для синхронизации изображения и фонограммы, записанных на разных носителях. При этом временной код, записанный в фонограмме, автоматически соотносится со штрихкодом футажных номеров на киноплёнке.